# 61-я армия (СССР)

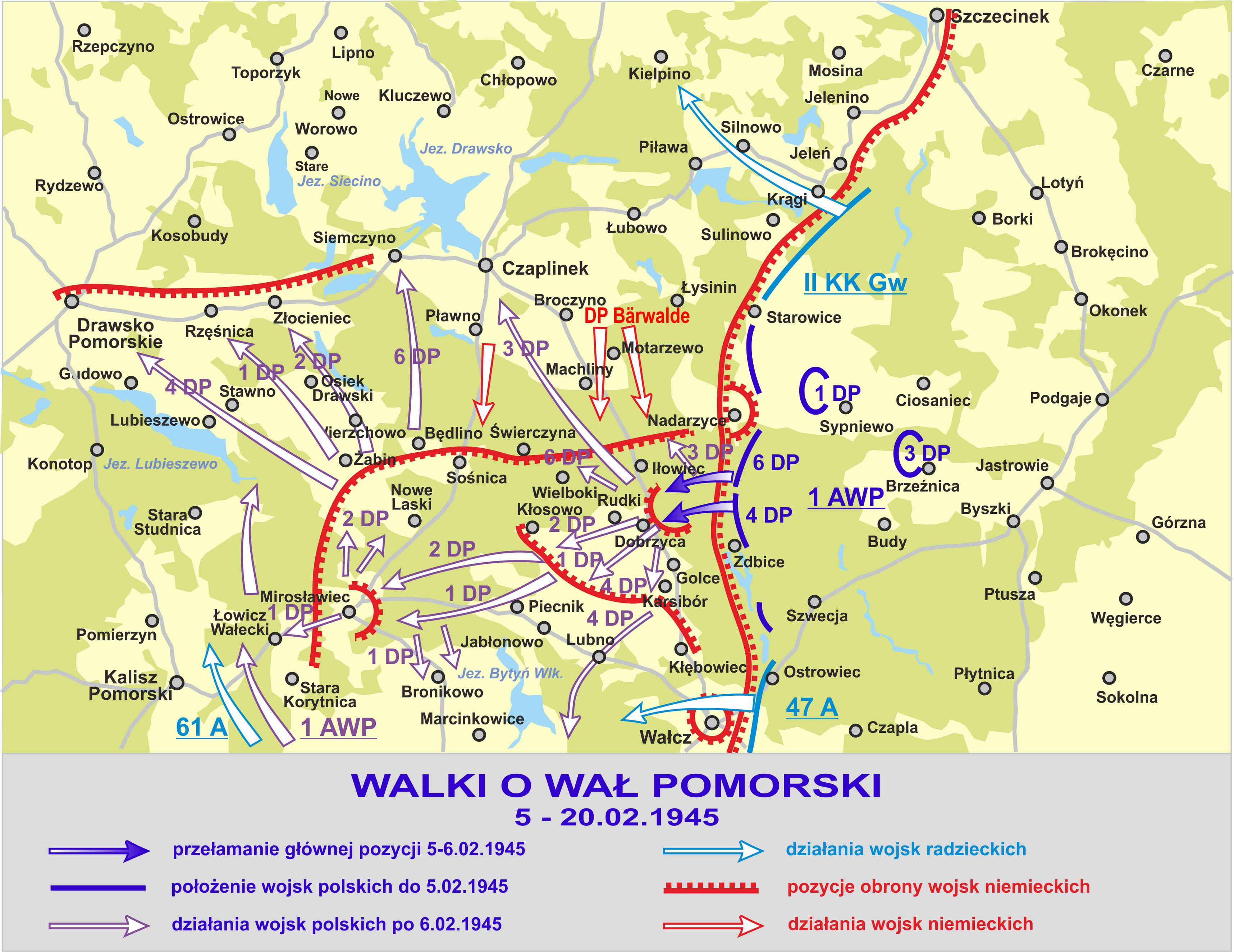
Польская схема прорыва Поморского вала 5 — 20 февраля 1945 года с участием 61-й армии

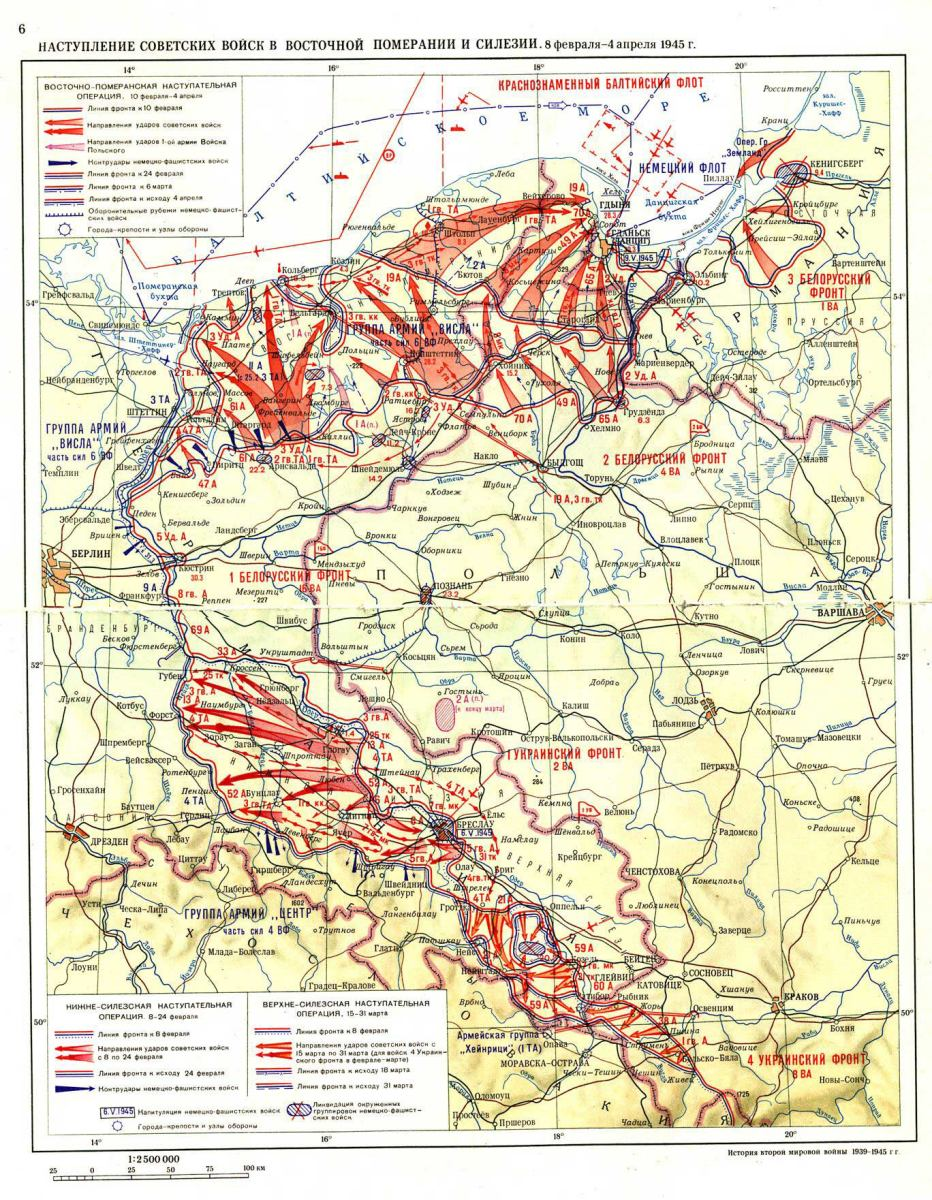
Карта наступления советских войск с участием 61-й армии в Восточной Померании и Силезии.

61-я армия — оперативное общевойсковое формирование (объединение, армия) РККА в составе ВС СССР, во время Великой Отечественной войны.
Сокращённое наименование — 61 А. В некоторых источниках именуется — 61-я резервная армия.

## Формирование
Сформирована 15 ноября 1941 года приказом Ставки Верховного Главнокомандования от 2 ноября 1941 года. Объединение было сформировано в Приволжском военном округе. В состав армии вошли: управление, 342, 346, 350, 356, 374, 385, 387 и 391-я стрелковые, 83-я и 91-я кавалерийские дивизии, ряд артиллерийских и других частей.

## Боевой путь
С начала декабря 1941 года находилась в составе Юго-Западного, а с 24 декабря 1941 года — Брянского фронтов. В ходе Московской битвы участвовала в наступательных операциях на болховском и орловском направлениях. С весны 1942 года до середины 1943 года на Брянском и Западном фронтах вела оборонительные и наступательные бои южнее и юго-западнее Белёва, в их числе можно упомянуть неудавшуюся армейскую операцию по овладению городом Болхов 5-12 июля 1942 года и участие в контрударе левого крыла Западного фронта в районе Сухиничи — Козельск 22-29 августа 1942 года. В составе Брянского фронта участвовала в Орловской операции в июле — августе 1943 года.
С 26 сентября по 1 октября 1943 года соединения и части армии форсировали Днепр у села Любеч и захватили плацдарм на правом берегу. В последующем войска армии принимали участие в Гомельско-Речицкой, Калинковичско-Мозырской наступательных операциях.
В Белорусской операции 1944 года войска армии во взаимодействии с партизанскими отрядами и Днепровской военной флотилией, действовавшей на р. Припять, освободили гг. Лунинец (10 июля), Пинск (14 июля), Кобрин (20 июля) и при содействии части сил 28-й и 70-й армий Брест (28 июля). В конце июля была выведена в Резерв Ставки ВГК, в середине сентября включена в 3-й Прибалтийский фронт и в его составе в ходе развития Рижской операции 1944 участвовала в преследовании противника, прорыве его оборонительного рубежа «Сигулда» и освобождении г. Рига (13 октября). В начале 2-й половины октября в связи с упразднением 3-го Прибалтийского фронта была передана 1-му Прибалтийскому фронту и участвовала в блокировании курляндской группировки.
В конце декабря выведена в резерв Ставки ВГК, а затем включена в 1-й Белорусский фронт. В его составе в январе — начале февраля вела активные боевые действия в Варшавско-Познанской операции 1945, а в феврале — начале апреля — в Восточно-Померанской операции 1945.
Боевой путь завершила в Берлинской операции 1945, в ходе которой во взаимодействии с 1-й армией Войска Польского наступала в обход Берлина с севера и к концу операции вышла на р. Эльба юго-восточнее Виттенберге.
За мужество, героизм и отвагу, проявленные в боях с немецко-фашистскими захватчиками, десятки тысяч воинов армии награждены орденами и медалями, а 316 из них присвоено звание Героя Советского Союза. Многие её соединения и части награждены орденами и удостоены почётных наименований.
После войны армия оставалась в Германии, где в июне 1945 года включена в состав ГСОВГ. Армия была расформирована в связи с демобилизацией СССР в августе 1945 года. Управление армии убыло на укомплектование управления Донского военного округа.

## Состав
- управление (штаб, службы, отделы, отделения и отдельные части):
  - 106-й отдельный Пинский ордена Красной Звезды полк связи[~ 1][~ 2][5]

В состав оперативного объединения входили соединения и части сухопутных и военно-воздушных сил:

### Сухопутные соединения и части
- 55-я стрелковая дивизия с 1 сентября 1943 года
- 81-я стрелковая дивизия
- 149-я стрелковая дивизия.
- 311-я стрелковая дивизия с 1 декабря 1944 года
- 342-я стрелковая дивизия (18.12.1941 — 26.02.1943) в составе: 1146 сп, 1148 сп, 1150 сп, 302 озап, 912 ап, 800 отд. б-н связи, 480 отд. мед. сан. б-н, 411 омсрр
- 350-я стрелковая дивизия (до 16.09.1942).
- 356-я стрелковая дивизия в составе: 1181 сп, 1183 сп, 1185 сп, 918 ап, 806 отд. б-н связи, 483 отд. сап. б-н, 417 омсрр.
- 385-я стрелковая дивизия (декабрь 1941 года)
- 387-я стрелковая дивизия
- 391-я стрелковая дивизия
- 415-я стрелковая дивизия (04.1943-08.1943)
- 83-я кавалерийская дивизия (7.11.1941 — 21.02.1942)
- 91-я кавалерийская дивизия
- 51-я танковая бригада
- 119 укрепрайон до марта 1945 года
- 23-я стрелковая дивизия
- 76-я гвардейская стрелковая дивизия
- 77-я гвардейская стрелковая дивизия с июня 1943 года по февраль 1944 года
- 12-я гвардейская стрелковая дивизия (предшественник 258-я стрелковая дивизия), вошла в 9-й гвардейский стрелковый корпус
- 17-я штурмовая инженерно-сапёрная бригада
- 264-й отдельный автомобильный батальон
- отдел контрразведки СМЕРШ 61-й армии

#### Приданные воинские формирования
- 51-я отдельная лыжная бригада (08.1942 — 03.1943)
- 88-й отдельный гвардейский тяжёлый танковый полк
  - 41-я истребительно-противотанковая артиллерийская бригада (с 14.9.1943) (сформирована из 12-й истребительной бригады 15.8.1942 — 14.9.1943)

### Военно-воздушные силы 61-й армии (ВВС 61-й армии)
Управление ВВС 61-й армии сформировано 15 ноября 1941 года приказом Ставки Верховного Главнокомандования от 2 ноября 1941 года в Приволжском военном округе на базе приданных авиационных полков и 12-й смешанной авиационной дивизии.
На базе Управления ВВС 61-й армии 13 мая 1942 года Приказом НКО СССР сформирована 207-я смешанная авиационная дивизия. После формирования на базе ВВС армии 207-й смешанной авиационной дивизии в состав ВВС армии вошёл 875-й смешанный авиационный полк, который находился в составе армии до марта 1943 года.

## Командующие
- генерал-полковник Кузнецов Ф. И. (ноябрь-декабрь 1941 г.)
- генерал-лейтенант Попов М. М. (декабрь 1941 г. — июнь 1942 г.)
- генерал-лейтенант, генерал-полковник (с июля 1944 года) Белов П. А. (28 июня 1942 года — 9 июля 1945 года).

## Начальники штаба
- Глухов, Михаил Иванович, генерал-майор.
- Корженевич, Феодосий Константинович, генерал-майор.
- Самарский, Дмитрий Иванович, генерал-майор.
- Сальников, Михаил Николаевич, полковник.
- Пулко-Дмитриев, Александр Дмитриевич, генерал-майор, с сентября 1944 года генерал-лейтенант.

## Члены Военного Совета
- Желобанов Николай Тимофеевич, секретарь Тульского обкома ВКП(б).
- Колобяков, Александр Филаретович, корпусной комиссар.
- Дубровский, Дмитрий Георгиевич, дивизионный комиссар, затем генерал-майор.